# Asteronyx lymani
Asteronyx lymani is een slangster uit de familie Asteronychidae.
De wetenschappelijke naam van de soort werd in 1899 gepubliceerd door Addison Emery Verrill.